# مطار شيامن قاوتشي الدولي
مطار شيامن قاوتشي الدولي (بالإنجليزية: Xiamen Gaoqi International Airport) (إياتا: XMN، إيكاو: ZSAM) يقع في مدينة شيامن في جمهورية الصين الشعبية. هو القاعدة الرئيسية لـخطوط شيامن الجوية. يقع المطار على الجانب الشمالي من جزيرة شيامن. بدأ بناء محطة جديدة (المبنى رقم 4) في أكتوبر 2011 واكتمل في عام 2014.
صنف مطار شيامن قاوتشي الدولي في المرتبة الحادية عشر في الصين من حيث عدد الركاب عام 2011 وفقًا لإدارة الطيران المدني في الصين، حيث تعامل مع 15,757,049 راكب، وبلغ إجمالي حركة الطائرات (القادمة والمغادرة) 135,618 طائرة وقد بلغت كمية البضائع المنقولة عبر المطار 260,575 طن.

## شركات الطيران والوجهات

### الركاب
| شركـات طيـران             | الوجهات |
| ------------------------- | --- |
| 9 Air                     | مطار قوييانغ لونغدونغابو الدولي |
| Air Chang'an              | مطار تونغرين فينغوانغ، مطار شيان شيانيانغ الدولي |
| طيران الصين               | مطار بكين العاصمة الدولي، مطار بكين داشينغ الدولي، مطار تشنغدو شوانغليو الدولي، مطار تشنغدو تيانفو الدولي، مطار تشونغتشينغ جيانغبى الدولي، مطار قوييانغ لونغدونغابو الدولي، مطار تيانجين الدولي، مطار ووهان الدولي، مطار تشنغتشو الدولي |
| Air Guilin                | مطار سوزهو جوانين |
| طيران ماكاو               | مطار ماكاو الدولي |
| خطوط كل اليابان الجوية    | مطار ناريتا الدولي |
| Azur Air                  | مطار فنوكوفو الدولي (معلقة) |
| خطوط العاصمة بكين الجوية  | مطار بكين داشينغ الدولي، مطار جيزهو جيوهواشان، مطار هوانغشان تونشي الدولي، مطار ساني ليجيانغ، مطار شنيانغ الدولي، مطار أورومتشي الدولي، مطار شيان شيانيانغ الدولي، مطار تشنغتشو الدولي |
| كاثي باسيفيك              | مطار هونغ كونغ الدولي |
| سيبو باسيفيك              | مطار نينوي أكوينو الدولي |
| Chengdu Airlines          | مطار تشنغدو تيانفو الدولي، مطار جينغقانغشان، مطار شيانغراو سانغينغشان |
| خطوط شرق الصين الجوية     | مطار باوتو يرليبان، مطار بكين داشينغ الدولي، مطار تشانغتشو بيننو، مطار تشنغدو شوانغليو الدولي، مطار تشنغدو تيانفو الدولي، مطار هانغتشو شياوشان الدولي، مطار حيفي شينكياو الدولي، مطار هوايان ليانشوي، مطار جينان الدولي، مطار كونمينغ جانغشوي الدولي، مطار لانتشو تشونغ تشوان، مطار ليني شوبولينغ، مطار نانجينغ الدولي، مطار شانغهاي هونغكياو الدولي، مطار شيهيان ودانغشان، مطار تاييوان وسو الدولي، مطار ووهان الدولي، مطار سنن شوفانغ الدولي، مطار شيان شيانيانغ الدولي، مطار يانتاي بينجلاي الدولي، مطار يبين واليانجي، مطار ينتشوان خه دونغ، مطار يولين يو يانغ، مطار تشنغتشو الدولي، مطار تشوشان بوتوشان |
| طيران الصين اكسبرس        | مطار بيجي فيشونغ، مطار تشونغتشينغ جيانغبى الدولي |
| خطوط جنوب الصين الجوية    | مطار بكين داشينغ الدولي، مطار تشانغتشون الدولي، مطار داليان الدولي، مطار إينشي شوجيابينغ، مطار قوانغتشو باييون الدولي، مطار قوييانغ لونغدونغابو الدولي، مطار هايكو ميلان الدولي، مطار هاربين الدولي، مطار نانينغ الدولي، مطار شنيانغ الدولي، مطار أورومتشي الدولي، مطار يهاي داسهويبو، مطار ووهان الدولي، مطار سوزهو جوانين، مطار تشنغتشو الدولي |
| China United Airlines     | مطار بكين داشينغ الدولي، مطار جينينغ كوفو، مطار اوردوس إيجين هورو، مطار أولانهوت |
| Chongqing Airlines        | مطار ووهان الدولي |
| Fuzhou Airlines           | مطار هاربين الدولي، مطار تاييوان وسو الدولي، مطار شانغينغ ليوجي، مطار تشوشان بوتوشان |
| خطوط هاينان الجوية        | مطار بكين العاصمة الدولي، مطار تشانغشا هوانغوا الدولي، مطار تشونغتشينغ جيانغبى الدولي، مطار هايكو ميلان الدولي، مطار هاربين الدولي، مطار حيفي شينكياو الدولي، مطار لانتشو تشونغ تشوان، مطار شنيانغ الدولي، مطار تاييوان وسو الدولي، مطار أورومتشي الدولي، مطار ووهان الدولي، مطار شيان شيانيانغ الدولي، مطار سوزهو جوانين، Yan'an، مطار تشنغتشو الدولي |
| Hebei Airlines            | مطار جينغدي، مطار نانجينغ الدولي، مطار شيجياتشوانغ تشنغدينغ الدولي، مطار تشانغجياكو نينغيوان، مطار زوني شينزهو |
| Jiangxi Air               | مطار نانتشانغ تشانغبى الدولي، مطار تشنغتشو الدولي |
| خطوط جونياو الجوية        | مطار نانجينغ الدولي، مطار شانغهاي هونغكياو الدولي، مطار شانغهاي بودنغ الدولي |
| كوريا للطيران             | مطار إنتشون الدولي |
| Kunming Airlines          | مطار تشانغتشي وانغشون، مطار كونمينغ جانغشوي الدولي، مطار ديهونغ مانغشي |
| Lanmei Airlines           | Sihanoukville |
| خطوط لاكي الجوية          | مطار كونمينغ جانغشوي الدولي |
| الخطوط الجوية الماليزية   | مطار كوالالمبور الدولي |
| خطوط ماندارين الجوية      | مطار كاوهسيونغ الدولي، مطار تايوان تاويوان الدولي |
| خطوط طيران أوكاي          | مطار تشانغشا هوانغوا الدولي |
| الخطوط الجوية الفلبينية   | مطار نينوي أكوينو الدولي |
| خطوط شاندونغ الجوية       | مطار باوتو يرليبان، مطار بكين العاصمة الدولي، مطار تشانغتشون الدولي، مطار تشانغشا هوانغوا الدولي، مطار تشانغتشو بيننو، مطار تشنغدو شوانغليو الدولي، مطار تشونغتشينغ جيانغبى الدولي، مطار داليان الدولي، مطار داتونغ يونغانغ، مطار دونغينغ شنغلي، مطار قوانغتشو باييون الدولي، مطار قويلين يانغ جيانغ الدولي، مطار قوييانغ لونغدونغابو الدولي، مطار هايكو ميلان الدولي، مطار هانغتشو شياوشان الدولي، مطار هاربين الدولي، مطار حيفي شينكياو الدولي، مطار هوهوت بايتا الدولي، مطار سوكارنو هاتا الدولي، مطار جينان الدولي، مطار جينغدتشن جيا، مطار جينينغ كوفو، مطار كونمينغ جانغشوي الدولي، مطار لانتشو تشونغ تشوان، مطار لينفين ياودو، مطار ليني شوبولينغ، مطار نانجينغ الدولي، مطار نانتونغ شينغ دونغ، مطار غينغادو جياودونغ الدولي، مطار ريتشاو، مطار شانغهاي هونغكياو الدولي، مطار شانغهاي بودنغ الدولي، مطار شيانغراو سانغينغشان، مطار شنيانغ الدولي، مطار شيهيان ودانغشان، مطار تاييوان وسو الدولي، مطار تيانجين الدولي، مطار أورومتشي الدولي، مطار ووهان الدولي، مطار يشان، مطار شيان شيانيانغ الدولي، مطار نانيانغ يانتشنغ، مطار يانتاي بينجلاي الدولي، مطار ينتشوان خه دونغ، Zhanjiang، مطار تشنغتشو الدولي، مطار تشوشان بوتوشان، مطار تشوهاى سانزو |
| خطوط شانغهاي الجوية       | مطار شانغهاي هونغكياو الدولي، مطار شانغهاي بودنغ الدولي |
| خطوط شينزين الجوية        | مطار هاربين الدولي، مطار نانينغ الدولي، مطار نانتونغ شينغ دونغ، مطار سنن شوفانغ الدولي، مطار يانغزهو تايزهو |
| خطوط سيتشوان الجوية       | مطار تشانغشا هوانغوا الدولي، مطار تشنغدو شوانغليو الدولي، مطار تشنغدو تيانفو الدولي، مطار تشونغتشينغ جيانغبى الدولي، مطار قانتشو هوانتشين، مطار كونمينغ جانغشوي الدولي، مطار يشهون مينغيويشان |
| الخطوط الجوية السنغافورية | مطار شانغي سنغافورة |
| Sky Angkor Airlines       | Sihanoukville |
| سبرينغ (شركة طيران)       | مطار دون موينغ، مطار تشانغتشون الدولي، مطار هاندان، مطار لانتشو تشونغ تشوان، مطار نانيانغ جيانغ يينغ، مطار شانغهاي هونغكياو الدولي، مطار شنيانغ الدولي، مطار شيجياتشوانغ تشنغدينغ الدولي، Wuhu، مطار يانغزهو تايزهو |
| Thai Smile                | مطار سوفارنابومي الدولي |
| خطوط تيانجين الجوية       | مطار أنقينج تيانزهوشان، مطار فويانغ شيغوان، مطار هايكو ميلان الدولي، Lianyungang، مطار تيانجين الدولي، مطار ووهان الدولي، مطار شيان شيانيانغ الدولي، مطار زوني شينزهو |
| طيران التبت               | مطار تشنغدو شوانغليو الدولي |
| Uni Air                   | مطار تايبيه سونغشان |
| West Air                  | مطار تشانغشا هوانغوا الدولي، مطار تشونغتشينغ جيانغبى الدولي، مطار جينغقانغشان |
| خطوط زيامن الجوية         | مطار سخيبول أمستردام، مطار سوفارنابومي الدولي، مطار بكين داشينغ الدولي، مطار ماكتان سيبو الدولي، مطار تشانغتشون الدولي، مطار تشانغشا هوانغوا الدولي، مطار تشنغدو تيانفو الدولي، مطار تشونغتشينغ جيانغبى الدولي، مطار داليان الدولي، مطار نغوراه راي الدولي، Ezhou، مطار فوتشو تشانغله الدولي، مطار قوانغتشو باييون الدولي، مطار قويلين يانغ جيانغ الدولي، مطار قوييانغ لونغدونغابو الدولي، مطار هايكو ميلان الدولي، مطار هانغتشو شياوشان الدولي، مطار نوي باي الدولي، مطار هاربين الدولي، مطار حيفي شينكياو الدولي، مطار هينغيانغ نانيوي، مطار تان سون نهات الدولي، مطار هوهوت بايتا الدولي، مطار هونغ كونغ الدولي، مطار سوكارنو هاتا الدولي، مطار جينان الدولي، مطار كاوهسيونغ الدولي، مطار كوالالمبور الدولي، مطار كونمينغ جانغشوي الدولي، مطار لانتشو تشونغ تشوان، مطار لاسا الدولي، Lianyungang، مطار ساني ليجيانغ، مطار يوتشو بيلين، مطار لوس أنجلوس الدولي، مطار لوئهو يونلونغ، مطار ماكاو الدولي، مطار ماندالاي الدولي، مطار نينوي أكوينو الدولي، مطار ملبورن الدولي، مطار ميانيانغ نانيجو، مطار نانشونغ غاوبينغ، مطار نانجينغ الدولي، مطار نانينغ الدولي، مطار نينغبو ليش الدولي، مطار كانساي الدولي، مطار باريس شارل ديغول (تبدأ في 6 يوليو 2023)، مطار بنوم بنه الدولي، مطار غينغادو جياودونغ الدولي، مطار سانيا فينيكس الدولي، مطار إنتشون الدولي، مطار شانغهاي هونغكياو الدولي، مطار شنيانغ الدولي، مطار شينزين باوان الدولي، Siem Reap، Sihanoukville، مطار شانغي سنغافورة، مطار سيدني، مطار تايبيه سونغشان، مطار تايوان تاويوان الدولي، مطار تاييوان وسو الدولي، مطار تيانجين الدولي، مطار ناريتا الدولي، مطار أورومتشي الدولي، مطار فانكوفر الدولي، مطار وانتشو وتشياو، مطار ووهان الدولي، مطار يشان، مطار شيان شيانيانغ الدولي، مطار شيتشانغ تشينغشان، مطار شينينغ الدولي، مطار شينتشو وتايشهان، مطار نانيانغ يانتشنغ، Yangon، مطار ييتشانغ سانشيا، مطار ينتشوان خه دونغ، مطار يونتشنغ قوانقونغ، مطار تشنغتشو الدولي، مطار تشوشان بوتوشان، مطار تشوهاى سانزو، مطار رينهواي ماوتاي |

### الشحن
| شركـات طيـران               | الوجهات                                            |
| --------------------------- | -------------------------------------------------- |
| خطوط كل اليابان الجوية      | مطار ناريتا الدولي                                 |
| كارغولوكس                   | مطار بكين العاصمة الدولي، مطار لوكسمبورغ           |
| كاثي باسيفيك                | مطار هونغ كونغ الدولي، مطار شانغهاي بودنغ الدولي   |
| الخطوط الجوية الصينية للشحن | مطار كانساي الدولي                                 |
| الخطوط الجوية الإثيوبية     | مطار غواروليوس الدولي                              |
| خطوط هونغ كونغ الجوية       | مطار هونغ كونغ الدولي، مطار شانغهاي بودنغ الدولي   |
| كوريا للطيران               | مطار إنتشون الدولي                                 |
| MSC Air Cargo               | مطار تيد ستيفنز أنكوراج الدولي، مطار إنتشون الدولي |
| خطوط سوبارنا الجوية         | مطار كلارك الدولي، مطار شانغهاي بودنغ الدولي       |